# ギーラーン共和国

イラン・ソビエト社会主義共和国
（ギーラーン共和国）
جمهوری شوروی سوسیالیستی ایران
(جمهوری گیلان)

現代のギーラーン州の位置

イラン・ソビエト社会主義共和国（イラン・ソビエトしゃかいしゅぎきょうわこく、ペルシア語: جمهوری شوروی سوسیالیستی ایران）、通称ギーラーン共和国（ギーラーンきょうわこく、جمهوری گیلان）は、1920年から翌1921年まで、イラン北部のギーラーン州に存在した社会主義国家である。
当初の政権は、1920年6月に赤軍の庇護のもと、イラン共産党と民族主義的なジャンギャリー運動の連立により発足した。しかし、ほどなく左派のクーデターにより連立は崩れ、政権は強固な共産革命路線へと移った。ところが、時を同じくしてモスクワのボリシェヴィキ党中央は、東方の情勢安定化のためにテヘラン政府との融和を模索するようになった。党中央から切り捨てられる形となったイラン共産党は、なおも革命路線の堅持を掲げて政権の再統一を図った。だが、1921年11月、テヘラン政府軍による掃討作戦によってギーラーン政権は壊滅した。

## 沿革

### 背景

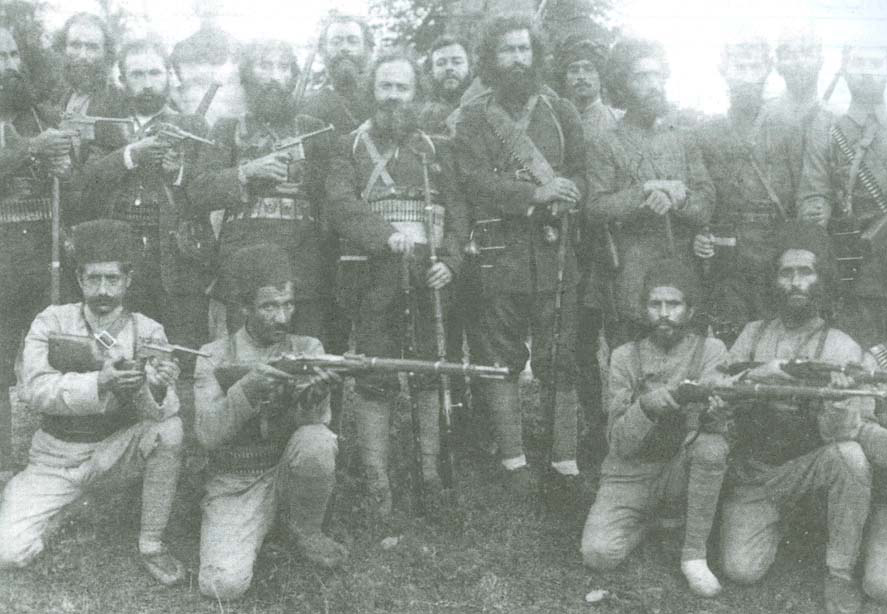
ジャンギリー運動のパルチザンたち（中央右の立っている人物がクーチェク）

第一次世界大戦期、ガージャール朝の弱体化に伴い、イランはイギリスとロシア帝国による半植民地状態となっていた。そしてこの頃、イラン北部のカスピ海南西岸に位置するギーラーン州では、イギリス・ロシア両国の干渉にパルチザンとして抵抗をつづけ、テヘラン中央政府からも距離をとる独自の勢力が存在していた。かつて挫折した立憲革命の再生を訴え、ギーラーンの森林（ジャンギャル）の中からイランの独立回復と変革を求める彼らの闘争は「ジャンギャリー運動」と称され、この指導者であるミールザー・クーチェク・ハーンにも多くの支持が集まっていた。
その後、ロシア革命の勃発によりロシア軍がイラン北部から撤退すると、イランにおけるイギリスの支配力は大きく増した。1919年8月には英波協定によってイランの実質的なイギリスによる保護国化が開始され、これに伴ってジャンギャリー運動も、当初の汎イスラーム主義から反英・反テヘラン政府へと方針を転換していった。一方新たなロシアの支配者となったボリシェヴィキの間でも、イラン人民の階級意識の担い手と見なされたジャンギャリー運動への支援が検討されるようになった。

### 成立

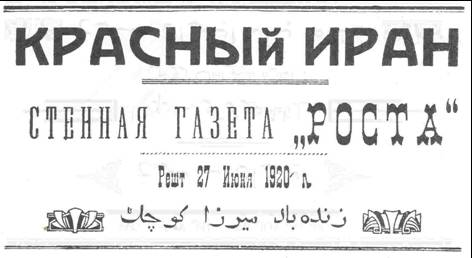
ギーラーン共和国の建国を報じる6月27日付『ロースタ』。
見出しにロシア語で「赤色イラン」、下段にペルシア語で「ミールザー・クーチェク万歳」とある。

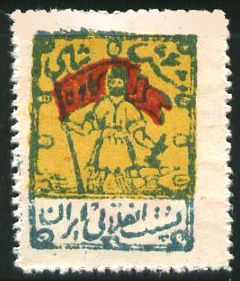
ギーラーン政権が発行した切手

1920年5月18日、ボリシェヴィキの赤軍第11軍とカスピ赤色艦隊は、イギリス駐留軍に庇護された白軍艦隊 (ru) の拿捕を名目として、ギーラーンのアンザリー港へ一斉攻撃を行った (ru)。そして赤軍はイギリス軍を敗走させた後、地元民からある程度の支持を受けつつアンザリーへの駐留を開始した。同月23日、クーチェクらジャンギャリー代表団は赤軍のセルゴ・オルジョニキゼ、フョードル・ラスコーリニコフと交渉を持ち、反英・反テヘラン政府の方針で意見の一致を確認した。
6月4日、クーチェクは赤軍とともにギーラーンの州都ラシュトへ入城し、カールゴザーリー広場の大群衆を前に「イラン・ソビエト社会主義共和国」の樹立を宣言した。革命政府によって従来の地方政庁は解体され、その官吏らはギーラーンから追放された。また、警察長官が革命側に寝返ったため、革命政府は治安組織の掌握にも成功した。その一方、当時ギーラーンに駐屯していたペルシア・コサック師団は、革命政府による武装解除を拒否し、テヘラン政府への忠誠を誓い続けた。しかし、6月15日にジャンギャリーと赤軍の合同軍が敢行した包囲戦により、その450人のコサック兵も100人以上の戦死者を出した末に武装解除へと追い込まれた。またもともと目標としていたイラン全域の「革命的解放」は隣接するザンジャーン州における試みが失敗し断念された。
アンザリーでもこれに呼応して、同月20日から25日にかけてイラン共産党の創立大会 (fa) が開催された。そして、この共産党とジャンギャリーとの統一戦線は、以下のメンバーによる革命政府を発足した。
- 人民委員会議議長兼軍事委員：ミールザー・クーチェク・ハーン
- 内務人民委員：ミール・シャムスッディーン
- 外務人民委員：セイエド・ジャファル・モフセニー[6]
- 財政人民委員：ミールザー・ムハンマド・アリー・ワカールッサルタナ・ピーレ・バーザーリー
- 司法人民委員：マハムード・アーガー
- 郵便・電信人民委員：ナスルッラー
- 教育人民委員：ハージー・ムハンマド・ジャファル
- 公共・慈善人民委員：ミールザー・ムハンマド・アリー・ハンマーミー
- 通商人民委員：ミールザー・アブー・ル・カースィム・ファクラーイー
- 陸海軍総司令官：エフサーノッラー・ハーン・ドゥーストダール（ペルシア語版）[10]

### クーチェクの離脱
しかし、この共産党とジャンギャリーによる連立政権は、内部対立により樹立直後から運営に支障をきたすようになる。共産党が雇農や労働者を支持基盤としていたのに対し、ジャンギャリーの支持基盤は、英波協定による対露貿易の縮小に反発した地主や商業ブルジョワジーであった。また、クーチェクも第一には反英独立を求める民族主義者であって、共産党の掲げる土地改革や労働運動には否定的であった。
同時期にテヘランでは、親英派のヴォスーグ・オッドウレ内閣が倒され、民族主義的なモシール・オッドウレ政権が誕生していた。ここに至って、テヘラン政府との接触を持とうとするクーチェクと、それに断固反対し社会改革の実施を求める共産党との対立は激化した。7月10日、共産党中央委員会とジャンギャリー左派の合同会議は、政権からクーチェクらジャンギャリー右派を武力をもって排除することを決議した。同月19日、危機を察知したクーチェクは政権を見限り、ラシュトを離れて州西部フーマンの森に拠点を移した。
その後クーチェクは、ボリシェヴィキ指導者のウラジーミル・レーニンに宛てた書簡で、ギーラーン政府には赤軍との協定に反してソビエト・アゼルバイジャン政府からの内政干渉が繰り返され、そしてイラン共産党も地元民の心情を無視した過激な共産主義宣伝により政権の基盤を破壊していた、と批判した（かつてジャンギャリー右派が抗議を行った際、ボリシェヴィキの東方政策局長であったブドゥ・ムディヴァニは、「もしあなた方が我々の要求を実行しなければ、我々は射殺もするだろう、罵倒もするだろう、戦闘もするだろう。私はあなた方がそんな問題で夜中の3時に私の許に押しかけてきているのに腹を立てている」と回答したという）。この書簡に応えてボリシェヴィキ中央委は、現地へ人員を派遣して問題を調停することを9月になって決議したが、その時にはすでに政権の分裂は修復不能な状態に陥っていた。

### 左派のクーデター
クーチェクがラシュトを去って9日後の7月28日、ムディヴァニとアナスタス・ミコヤンの率いる800人の兵士がアンザリーからラシュトへ侵入し、ボリシェヴィキ・イラン局による無血クーデターが実行された。イラン共産党はボリシェヴィキ・イラン局の完全な統制下に置かれることとなり、新たなギーラーン政権の議長には共産党からエフサーノッラーが就任した。
政変後にイラン局がボリシェヴィキ中央委へ宛てた報告（ミコヤンが筆者と推定される）には、「全ギーラーンの支配者になることだけを考えていた」クーチェクが「ボリシェヴィキに対する正真正銘の進撃を開始し」、「赤軍資産を持ち逃げし自らの精鋭部隊を撤兵させた」との言葉が並べられた。一方クーチェクはこれに反論し、ラシュトを去ったのは内戦への発展を避けるためであり、資産もイラン人民が自分に対して託したものであって赤軍に返還を要求する権利はない、と述べている。
エフサーノッラーの政権は、ボリシェヴィキの党綱領に忠実に社会改革を実施した。バザールでの私的交換は禁止され、企業の国有化が行われた。徴発は困窮する農民からも容赦なく行われ、地主や資本家など数百人が処刑された。反宗教政策によってムッラーの屋敷は娼館にされ、反チャドル運動は地元民の憤激を買った。さらにエフサーノッラーはテヘランへの無謀な進撃を試み、反撃を受けた末にマーザンダラーンでの支配も失った。

### モスクワの方針転換
イラン共産党による新政権は、ギーラーンの共産化を強力に推し進めたが、一方でモスクワのボリシェヴィキ党中央は、イラン情勢への干渉には及び腰になっていった（ロシア共和国外務人民委員 (ru) のゲオルギー・チチェーリンは、赤軍のアンザリー占領当初から、事態は現地の独断であってロシア政府は関知していない、と説明していた）。
1920年夏頃の党中央は、ヨシフ・スターリンやミールサイト・スルタンガリエフのように、あくまで東方の共産革命を推進しようとする意見と、レーニン、チチェーリンやレフ・トロツキーのように、英ソ通商協定による対英融和と東方の安定化を優先する意見との対立が発生していた。この頃、西方での対ポーランド戦争を抱えていたロシアにとって、同時に東方にまで戦線を開くことは致命的な結果を招きかねなかった。そして、クーチェクの逃亡は党中央の動揺を加速させた。
コミンテルン第2回大会中の7月28日に、レーニンとチチェーリンはイラン共産党の掲げる農民蜂起戦術を否定し、民族ブルジョワジーとの共闘路線を要求した。そして10月になると、イラン共産党はエフサーノッラーを「極左的」であるとして中央委議長から解任し、ヘイダル・ハーン・アムー・ウーグリーをその後任として選出した。翌1921年1月、イラン共産党は新たなテーゼを採択し、ギーラーン革命を「プロレタリアートから中小ブルジョワジーまでを糾合した反ガージャール朝闘争」として再定義した。
党中央の指令によりイラン共産党は即時の共産革命路線を撤回したが、これは両者の接近を意味するものではなかった。イラン共産党が「共闘すべき民族ブルジョワジー」をジャンギャリーと理解したのに対し、モスクワが意図したそれはテヘラン政府を指していた。3月にイラン共産党中央委はイギリス軍とテヘラン政府に対する闘争指令を発したが、ロシア政府はすでに2月に、そのテヘラン政府と友好条約を締結していた。
同時期にテヘランでレザー・ハーンによるクーデターが発生すると、このすれ違いは先鋭化することとなる。このクーデターを反英ブルジョワ革命の成功と見なすモスクワにとって、もはやギーラーン革命はイランの内戦でしかなくなった。6月に赤軍はイランから撤退し、チチェーリンと駐イラン・ロシア大使のフョードル・ロトシュテインも、ギーラーン政権に対し自主的解散を迫った。

### 崩壊

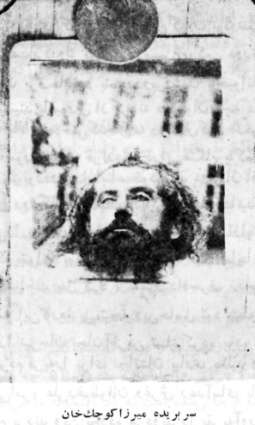
晒し首にされたクーチェク

しかし党中央の動きに反し、5月にヘイダルは右派のクーチェク、最左派のエフサーノッラーと再び糾合し、統一戦線による革命委員会を再結成していた。8月にはイラン共産党がギーラーンにソビエト権力の樹立を再び宣言し、革命路線を復活させた党綱領を公にした。エフサーノッラーは再びテヘランへ進軍し、またも政府軍に撃退された。これは党中央、そしてロシア政府の外交方針に対する明白な拒否回答であった。そして、アゼルバイジャン政府やアゼルバイジャン共産党の一部にも、イラン共産党の抵抗路線に同調する動きがみられ始めた。
だが、テヘラン政府軍司令官となったレザー・ハーンは、10月にギーラーンの掃討作戦を開始した。この作戦は、レーニンの指示のもとにロトシュテインがテヘラン政府へ進言したとも言われる。また、党中央政治局はバクーへ軍事委員会を派遣し、イラン情勢への不干渉の絶対遵守を命じた。11月にラシュトは陥落し、ギーラーン共和国は壊滅した。エフサーノッラーはバクーへ亡命し、クーチェクはタリシュ山中で凍死体となって発見された。政権内右派との折衝に失敗したヘイダルは、掃討作戦の時点でクーチェク派に殺害されていた。その後、エフサーノッラーは1939年に大粛清の犠牲となった。

## 評価
ソビエト連邦の歴史学においては、ギーラーン共和国崩壊の原因はクーチェクの民族主義的な姿勢に帰され、かつてのイラン共産党左派がクーチェクに加えた非難もそのままに踏襲する見方が主流であった。後には共産党左派自体の理論的未熟さを指摘する研究も現れるが、党中央の東方政策に動揺があったことは決して指摘されなかった。ソビエト連邦の崩壊後の研究でも、責任の大半は共産党左派にあったとの見方が主流となっている。
一方イランにおいては、クーチェクはTVドラマの題材とされるほどに高い評価を得ており、信心深い愛国者としても称揚されている。歴史研究においても、クーチェクは配下や共産党の左派に騙されてボリシェヴィキに接近してしまったとされ、クーチェクが初期から赤軍と交渉を持っていた事実は無視される傾向にある。他方、若い世代の左翼的研究者の間には、むしろヘイダルこそが立憲革命の継承者であり、クーチェクがそれを裏切ったことでギーラーン革命は倒れたのであるとの意見もある。しかしながら、イランの左派や反体制派にとっては、この革命運動の失敗がパフラヴィー朝による独裁を生み出す下地となったと捉えられ、ギーラーン革命は彼らにとっての負の遺産となり続けている。

### 書籍
- 加賀谷寛『イラン現代史』近藤出版社〈世界史研究双書 (18)〉、1975年。 NCID BN00906295。
- 黒田卓 著「イラン人下級官僚が見たジャンギャリー＝ボリシェヴィキ同盟」、堀川徹編 編『中央アジアにおけるムスリム・コミュニティーの成立と変容に関する歴史学的研究』（平成14年度〜平成17年度）〈科学研究費補助金（基盤研究 (A)(1)）研究成果報告書〉、2006年、189-203頁。 NCID BA77755521。
- 黒田卓 著「イランソヴィエト社会主義共和国（「ギーラーン共和国」）におけるコムニスト政変 - その歴史の再構成と歴史認識の変遷」、岡洋樹編 編『歴史の再定義 - 旧ソ連圏アジア諸国における歴史認識と学術・教育 Re-defining History』東北大学東北アジア研究センター〈東北アジア研究センター叢書第45号〉、2011年、133-168頁。ISBN 978-4901449748。
- 山内昌之『神軍 緑軍 赤軍』筑摩書房〈ちくま学芸文庫 ヤ-6-1〉、1996年（原著1988年）。ISBN 978-4480083067。

### 雑誌
- Afary, Janet (Winter–Spring 1995). “The Contentious Historiography of the Gilan Republic in Iran: A Critical Exploration”. Iranian Studies (Oxford: Taylor & Francis) 28 (1-2):  3-24. ISSN 0021-0862. OCLC 5546803414.